# Pabenham-Clifford-Stundenbuch

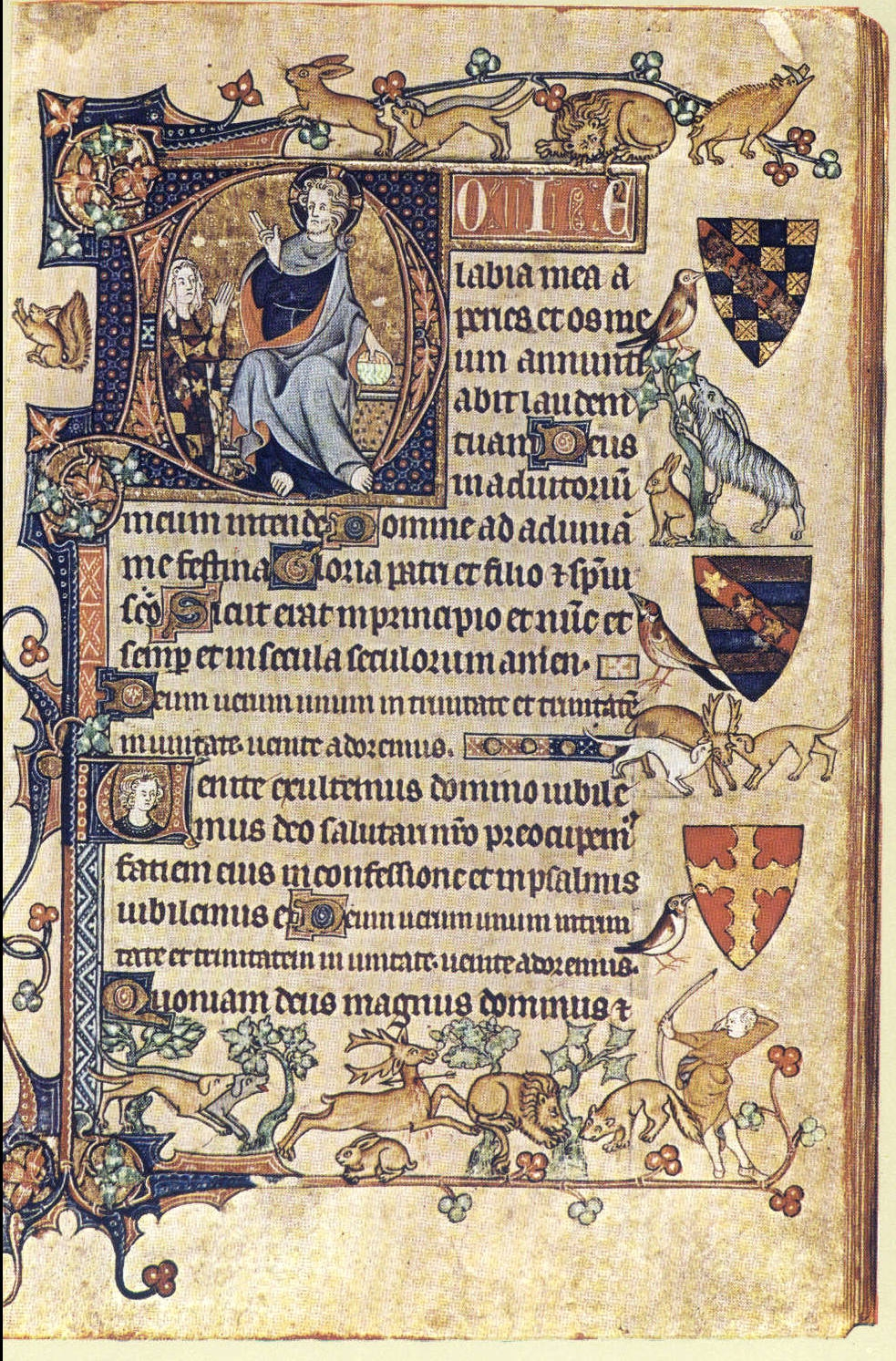
Segnender Christus innerhalb der Initiale D

Das Pabenham-Clifford-Stundenbuch, auch als Grey-FitzPayn-Stundenbuch bekannt, ist eine Bilderhandschrift aus dem frühen 14. Jahrhundert. Das Stundenbuch entstand für das Paar John de Pabenham († 1331) und seine zweite Frau Joan Clifford, wahrscheinlich zum Andenken an ihre Hochzeit (um 1315).

## Beschreibung
Liturgie von Sarum. England, Midlands, um 1315–1320. 24,5 × 17 cm, 93ff.
2 ganzseitige Miniaturen, 3 große figürliche Initialen, ornamentale Initialen, Stabbordüren.
Fitzwilliam Museum, Cambridge, Signatur MS 242
Es ist das Stundengebet zur Dreifaltigkeit, der Eingangsvers ist mit der Initiale D gekennzeichnet („Domine, labia mea aperies“), mit dem thronenden Christus, der die links vor ihm kniende, mit einem Wappenmantel bekleidete Joan Clifford segnet.
Die sich aus der figürlichen Initiale entwickelnde Bordüre enthält weiter unten auf der Seite eine kleine Initiale mit Joans Porträt und dehnt sich nach oben und unten in den Seitenrand aus als Plattform für bewegte Jagdszenen. Oben jagen Hunde ein Kaninchen, unbemerkt von Eber und Löwe. Am Fuß der Seite befindet sich eine Hirschjagd; hier kauert sich ein Kaninchen, unbeweglich und mit angelegten Ohren unter dem getroffenen Tier, dem ein Pfeil von einem Bogenschützen in der rechten Ecke den Hals durchbohrt, als es auf einen Löwen und ein fuchsschwänziges Tier zuspringt, die anscheinend eine Beute beobachten.
Die am äußeren Rand auf einen Baum kletternde Ziege ist ein schon in der mesopotamischen Kunst bekanntes Motiv, jedoch auch ein Vorgang, den der Künstler vermutlich in seinem eigenen Garten beobachten konnte. Die Vögel, beliebtes Thema in englischen Handschriften dieser Zeit, sind sehr fein ausgeführt, wie sie aufmerksam die Wappenschilde und die segnende Christusfigur im Hintergrund betrachten.
Stilistisch gesehen zeigen Miniaturen und Bordüren des Pabenham-Clifford-Stundenbuches französisch-gotischen Einfluss in Verbindung mit englischer Genauigkeit der Beobachtung, vor allem bei der Darstellung von Vögeln und Tieren. Die Drolerien, Grotesken und Jagdszenen, die den Seiten dieses Buches soviel Bewegung verleihen, finden sich auch in anderen Handschriften dieser Zeit.